# Cantó de Sainte-Anne
El cantó de Sainte-Anne és una divisió administrativa francesa situat al departament de Martinica a la regió de Martinica.

## Composició
El cantó comprèn la comuna de Sainte-Anne.

## Administració
| Període                                  | Identitat    | Partit  | Qualitat |
| ---------------------------------------- | ------------ | ------- | -------- |
| 2004-2014                                | Garcin Malsa | MODEMAS |          |
| Les dades anteriors no són pas conegudes |              |         |          |